# Enrico Magenes
Enrico Magenes (Milão, 15 de abril de 1923 — Pavia, 2 de novembro de 2010) foi um matemático italiano.
Matemático de destaque na Itália após a Segunda Guerra Mundial, desenvolveu sua atividade científica principalmente no campo de valores sobre o contorno de equações diferenciais parciais. Destaca-se seu trabalho em parceria com Jacques-Louis Lions, resultando no livro Problèmes aux limites non homogènes et applications, traduzido em diversas línguas, 
livro que deu uma contribuição fundamental da abordagem moderna de problemas de valor sobre o contorno para equações diferenciais parciais, abordagem esta típica desde a segunda metade do século passado à atualidade. No âmbito da análise não-linear, sua contribuição foi relevante no estudo de problemas de fronteira livre.

## Obras
- J.-L. Lions, E. Magenes: Problèmes aux limites non homogènes et applications, Dunod, Parigi, Voll. 1 e 2, 1968; Vol. 3, 1970.